# Felix Thorn
Felix Thorn (Brighton, 23 dicembre 1985) è un musicista e artista inglese che crea musica usando sculture audiovisive progettate e costruite da se stesso programmate da un computer e denominate Felix's Machines..
Queste macchine sono composte da percussioni e idiofoni assemblati e azionati meccanicamente che vengono comandate attraverso un computer portatile, che le aziona tramite la lettura di una partitura scritta in MIDI o su sequencer. Durante l'esposizione al pubblico vi sono state aggiunte piccole luci e da led, che mostrano la percussione ritmica.,

## Biografia
Ha frequentato la Scuola Steiner di Brighton, dove si è appassionato al disegno e che ha ulteriormente sviluppato nella pittura ad olio. Alla giovane età di 7 anni è stato introdotto alla musica e ha iniziato lo studio del pianoforte. La mancanza di concentrazione verso la lettura musicale e l'apprendimento classico, che nella sua adolescenza, lo portò ad avvicinarsi all'improvvisazione jazz.
Durante la frequentazione del London College of Communication, Felix scopre un vivo interesse nella produzione musicale elettronica tramite software per computer e decide di sviluppare un nuovo supporto per la creazione di musica. Coltiva una passione per la generazione di musica tramite sintetizzatori e computer, scoprendo la capacità di creare in una gamma di stili differenti. Durante il suo corso fondazione d'arte al Brighton City College nel 2003, Felix ricerca il modo per unificare la scultura e la pittura, sua altra grande passione. Tramite l'ausilio di computer e assemblaggi di robot strumentali collegati a un sequencer, inventa delle macchine che chiama Felix's Machines.
Dopo la laurea nel 2007 con lode, il suo progetto cattura l'attenzione della London Sinfonietta che lo aiuta a esibirsi dal vivo, portando la sua prima installazione nell'autunno del 2007 alla British Library. Da allora, l'interesse per le Felix's Machines è cresciuto, portando Thorn a esibirsi in importanti centri d'arte contemporanea ed eventi collegati come al Battersea Arts Centre (2007), al Royal College of Art in associazione con il magazine Dazed (2008) e allo spazio Gasworks.
Nel 2009 ha esposto le proprie macchine durante i giorni della conferenza TEDGlobal di Oxford, nel 2011 alla seconda edizione dell'esposizione Digitalife a Roma.
Nel 2012 ha presentato al Milano Design Week la Moleskine Orchestra utilizzando il materiale della nota marca di taccuini e matite Moleskine.
Attualmente le Felix's Machines sono state ulteriormente sviluppate in particolare per una collaborazione live con i Plaid, gruppo elettronico che pubblica per Warp Records.